# Thung Khru
Thung Khru (en tailandés: ทุ่งครุ) es uno de los 50 distritos de Bangkok (khet), en Tailandia. El distrito está rodeado (en el sentido de las agujas del reloj) por: el distrito Rat Burana, el Amphoe Phra Pradaeng y el Amphoe Phra Samut Chedi de la provincia de Samut Prakan, Bang Khun Thian y Chom Thong de Bangkok.

## Historia
Thung Khru se constituyó el 6 de marzo de 1998 como una escisión del distrito de Rat Burana. El nombre proviene de uno de los subdistritos: Kwaeng Thung Khru. El distrito es conocido por sus mandarinas.

## Lugares de interés
- King Mongkut's University of Technology Thonburi (KMUTT)
- Thon Buri Rom Park

## Administración territorial
El distrito está dividido en dos subdistritos (Kwaeng):
| 1. | Bang Mot   | บางมด |  |
| 2. | Thung Khru | ทุ่งครุ  |  |